# 1879年の相撲
1879年の相撲（1879ねんのすもう）は、1879年の相撲関係のできごとについて述べる。

## 興行
- 1月場所（東京相撲）[1]
  - 興行場所:本所回向院
  - 1月18日より晴天10日間興行
- 6月場所（東京相撲）[2]
  - 興行場所:本所回向院
  - 6月3日より晴天10日間興行
- 10月場所（大阪相撲）[3]
  - 興行場所:難波新地

## 誕生
- 4月19日 - 2代朝潮太郎（最高位：大関、所属：高砂部屋→佐ノ山部屋→高砂部屋、+ 1961年【昭和36年】）[4]
- 10月9日 - 若左倉与吉（最高位：前頭2枚目、所属：八角部屋、+ 1944年【昭和19年】）
- 11月1日 - 鏡川正光（最高位：前頭2枚目、所属：友綱部屋、+ 1941年【昭和16年】）[5]
- 12月8日 - 柏山吾郎（最高位：前頭7枚目、所属：伊勢ノ海部屋、+ 1933年【昭和8年】）[5]

## 死去
- 2月15日 - 13代木村庄之助（立行司（現役没）、* 1808年【文化5年】）[6]
- 2月24日 - 不知火光右衛門（第11代横綱、所属：境川部屋、* 1825年【文政8年】）[7]